# Dème de Larissa
Le dème de Larissa, en grec moderne : Δήμος Λαρισαίων / Dímos Lariséon, est un dème du district régional de Larissa, en Thessalie, Grèce.
Le dème actuel résulte de la fusion, en 2010, des dèmes de Giánnouli, de Kiláda et de celui de Larissa.
Selon le recensement de 2011, la population du dème compte 162 591 habitants, tandis que celle de la ville de Larissa s'élève à 144 651 habitants.